# 不食の時代 〜愛と慈悲の少食〜
『不食の時代 〜愛と慈悲の少食〜』（ふしょくのじだい あいとじひのしょうしょく、THE GENERATION OF THE FAST）は、2010年10月9日公開の日本映画。

## 概要
特定疾患である脊髄小脳変性症を患っていた鍼灸師の森美智代が、断食療法の指導者である甲田光雄医師の生菜食療法『甲田メソッド』により克服したそのライフスタイルが描かれたドキュメンタリー。監督は『ストーンエイジ』『魂の教育』の白鳥哲で、本作を『"映像の伝道師"白鳥哲の3部作』としている。回想ドラマも挿入され、『ウルトラマンメビウス&ウルトラ兄弟』の山田まりやなどが出演。
キャッチコピーは「食べないという人生も面白い」。

## 出演
- 森美智代
- 赤池キョウコ
- 境野米子
- 森垣奈津子
- 松井進
- 昇幹夫
- 羽間鋭雄
- 森裕之
- 花谷幸比呂
- 回想ドラマ
  - 山田まりや
  - 岡本正巳
  - 寺田千穂
  - 佐川和正
  - 前田剛
  - 辻良江
  - 有田美和子

## スタッフ
- 製作 - 白鳥哲
- 撮影 - 荻久保則男、渡辺真、白鳥哲
- 制作 - 荻久保則男
- 制作助手 - 津谷緑
- 助監督 - 中島陽司、久保田健介
- 編集 - 森隆倫（cresco）
- CG - 内田剛史
- 音楽 - 南雲和晴
- 宣伝美術 - 中村嘉宏
- パンフレット編集 - 荻由香利
- 大阪クルー - 河田秀二、赤松亮
- 回想ドラマ
  - 撮影 - 荻久保則男
  - 照明 - 大久保礼司
  - 録音 - 古川稔章
  - ヘアメイク - 小林佳苗（宝映テレビプロダクション）
  - 衣装プラン - 久留裕子
  - 制作助手 - 三枝ゆきの
  - 撮影助手 - 香山英次
  - 照明助手 - 松尾俊太郎
  - 特機 - 成田哲
  - スチール - 柴田琢哉
  - 車両 - 三澤行寛
  - 協力 - 甲田医院、NPO法人日本総合医学会関西支部、全国健康むら21ネット、石井貴子、貴TAKA幼児教室、TACスタジオ、日生交通株式会社、春田有里
  - 写真提供 - 高野博
  - ロケ地協力 - 品川イーストワンタワー、お茶の水貸会議室、ホテルグリープラザ大阪、大阪市中央公会堂、スター研修センター目黒、東京ジャーミイ・トルコ文化センター、豊島区西部区民事務所、株式会社Pスタジオ、中西農場、STUDIO AT PLACE、新江東清掃工場
  - 協賛 - サンスター株式会社
  - 製作プロダクション - (株)東京平和、OFFICE TETSUSHIRATORI

## 関連書籍
- 森美智代『食べること、やめました ―1日青汁1杯だけで元気に13年』ISBN 978-4837670902